# Koreabucht
Die Koreabucht, auch Westkoreabucht (chinesisch 朝鮮灣 / 朝鲜湾, Pinyin Cháoxiǎn Wān; kor. 서조선만, Sŏ-josŏn-man), ist ein nördlicher Ausläufer des Gelben Meeres, zwischen der chinesischen Provinz Liaoning und der nordkoreanischen Provinz P’yŏngan-pukto.
Die Bucht wird durch die zur Volksrepublik China gehörende Halbinsel Liaodong vom Golf von Bohai im Westen getrennt und ist mit diesem durch die an der engsten Stelle 102 km breite Bohaistraße verbunden. Der südlichste Punkt der Halbinsel, die Stadt Dalian, ist Chinas nördlichster eisfreier Seehafen.
Der Yalu mündet in die Bucht, zwischen Dandong und Sinuiju, der Fluss ist gleichzeitig die Grenze zwischen Nordkorea und der Volksrepublik China.
Auf der gegenüberliegenden Seite der Koreanischen Halbinsel befindet sich die Ostkoreabucht.